# Dona Lluna

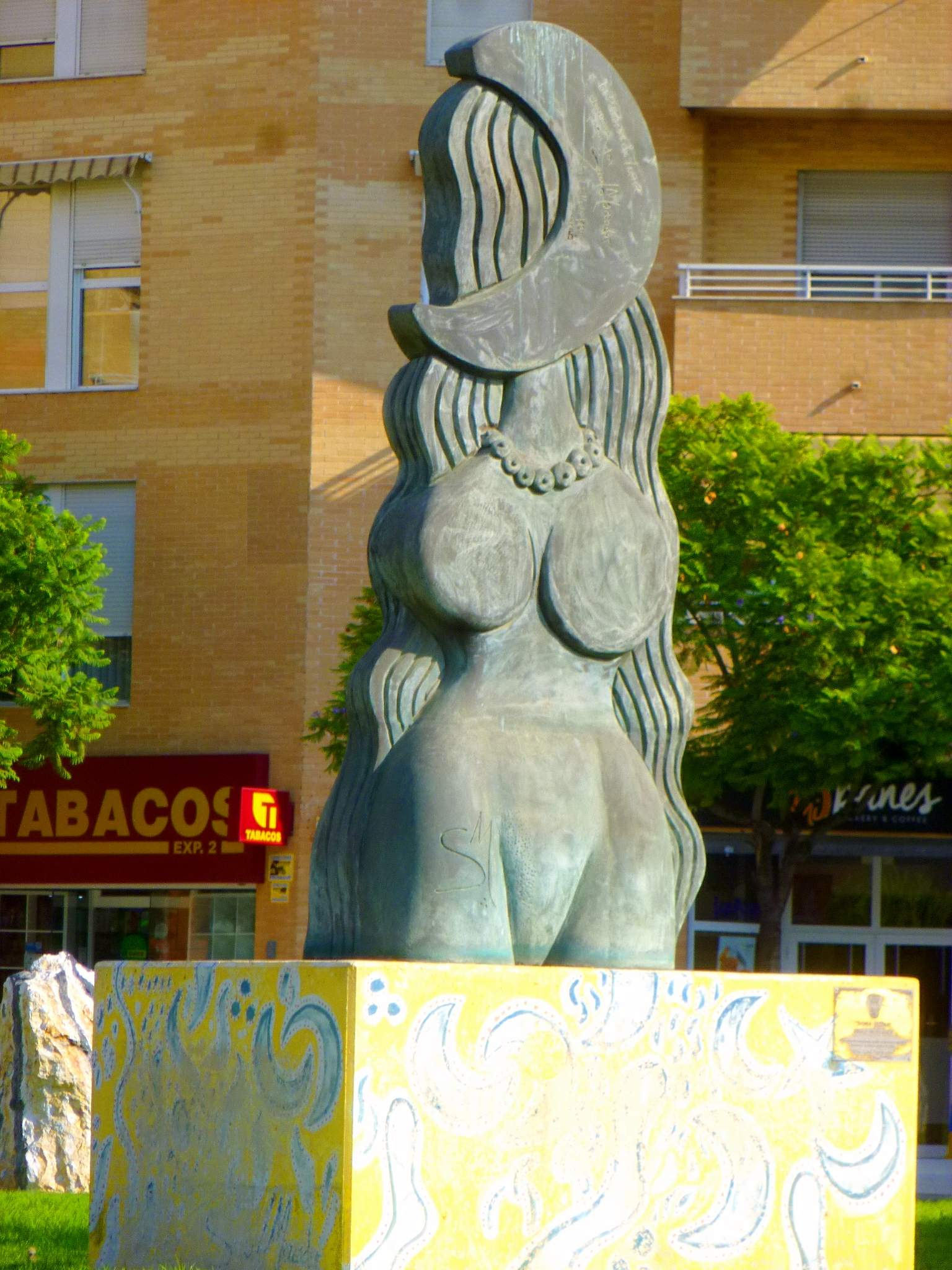
San Vicente del Raspeig - Rotonda del Parque Lo Torrent, Sculpture 'Dona Lluna' de Saülo Mercader

« Dona Lluna », nom valencien (Doña Luna en castillan), est une sculpture monumentale du peintre et sculpteur espagnol Saülo Mercader. Elle est érigée au centre d'une rotonde, au cœur de la ville de San Vicente del Raspeig, près d'Alicante, au Sud-Est de l'Espagne. Elle a été inaugurée le dimanche 11 mars 2007, en présence des autorités (Maire, Conseiller culturel, presse et médias, orchestre symphonique  venu de Madrid etc.)

## Description et symbolique de la sculpture
Dona Lluna est un vibrant hommage à la Femme, à ses pouvoirs de renouvellement et de résistance, gardienne des cultures et de la pérennité du genre humain depuis l'aube de l'humanité.
Plus qu'une sculpture dans le sens  technique et artistique du thème, elle se dresse, telle un totem de 4 mètres, au-dessus d'un socle d'1 mètre 50, géante et hiératique, coulée dans 2 tonnes de bronze. 
Elle représente un corps féminin massif et puissant, aux formes généreuses : des hanches très larges et  des seins épanouis qui lui donnent l'envergure d'une Déesse-Mère, présente dans toutes les sociétés du monde.    Une demi-lune remplace  la tête et le visage, lui conférant une dimension universelle et cosmique. 
Saülo Mercader a gravé sur cette demi-lune  les mots suivants, rappelant son origine et sa trajectoire «  aqui naci, aqui doy » (ici je suis né, ici je donne).
Dona Lluna concentre en elle, les éléments fondamentaux de la Vie  :
- La Terre sur laquelle elle est enracinée et dont elle est originellement issue (la première maquette de la sculpture a été faite en argile, cuite ensuite).

- L'Air qui l'environne en permanence.

- L'Eau, symbolisée par sa chevelure très abondante qui tombe en vagues sur toute la longueur des épaules  et du dos, jusqu'aux pieds.

- Le Feu car elle fut coulée en bronze, soudée et patinée  dans les fours  et sous les  chalumeaux de la fonderie.

- L'Espace.

Autour d'elle, sur toute la circonférence de la rotonde, se dressent 12 pierres de 2 mètres de hauteur, peintes par Saülo Mercader. Le cercle qu'elles forment  autour de «  Dona Lluna » et du caroubier centenaire, représente un calendrier lunaire ; il s'apparente à une matrice qui englobe l'univers céleste, terrestre et souterrain.  L'œuvre devient ainsi un centre cosmique d'énergies positives qui donne à la rotonde où elle se trouve, une amplitude aux dimensions  supérieures pour  apporter aux  personnes qui vivent aux alentours, à la fois bien-être, équilibre et harmonie. 

## Une œuvre importante particulièrement pour son créateur
Dona lluna, par son symbolisme puissant, a une dimension universelle ; elle est de toute éternité. Dona Lluna est un monument laïc dédié à la Femme.
C'est en effet un événement inouï qui se réalise en la présence de cette sculpture monumentale.
La naissance à l'Art de Saülo Mercader en 1944 à la finca «  Los Molinos » de San Vicente del Raspeig où il vécut les 5 premières années de son enfance, fut un miracle tant sur le plan théologique que physique parce qu'à sa naissance, des phénomènes naturels étranges se produisirent. Ceux qui auront lu son récit autobiographique : «  Les Chants de l'Ombre » (éditions Imago, Paris, 2000) peuvent se rendre compte de la dimension extraordinaire de ce créateur et de ses incroyables  voire inhumains efforts pour surmonter avec courage, persévérance et une vraie rage de survie, les difficultés qui ont jalonné son parcours  : d'une vie d'abandon, il est parvenu à tutoyer la Lumière, en créant des œuvres d'art imprégnées de son vécu, pleines de force, d'humanité, d'espérance.
Réaliser une sculpture d'une telle ampleur dans la ville où il est né et où  son destin a basculé un jour funeste, reste  assurément du domaine du miraculeux.